# 法明頓鎮區 (阿肯色州華盛頓縣)
法明頓鎮區（英語：Farmington Township）是位於美國阿肯色州華盛頓縣的一個行政鎮區。

## 地方資料
法明頓鎮區的面積為25.58平方千米，當中陸地面積為25.45平方千米，而水域面積為0.13平方千米。根據2010年美國人口普查的數據，當地共有人口5974人，而人口密度為每平方千米233.54人。